# Juglans biflorens
Juglans biflorens är en valnötsväxtart som beskrevs av Tujcz. Juglans biflorens ingår i släktet valnötter, och familjen valnötsväxter. Inga underarter finns listade i Catalogue of Life.